# Saint-Gilles, Gard
Saint-Gilles este o comună în departamentul Gard din sudul Franței. În 2009 avea o populație de 13.735 de locuitori.

## Istoric
Mormântul sfântului Egidiu, conform tradiției un călugăr originar din Grecia, a fost un important loc de pelerinaj în evul mediu. Sfântul Egidiu a întemeiat aici mănăstirea în care a și fost înmormântat. Mănăstirea se află din 1998 pe lista UNESCO a monumentelor din patrimoniul mondial (vezi: Abbaye de Saint-Gilles).

## Monumente

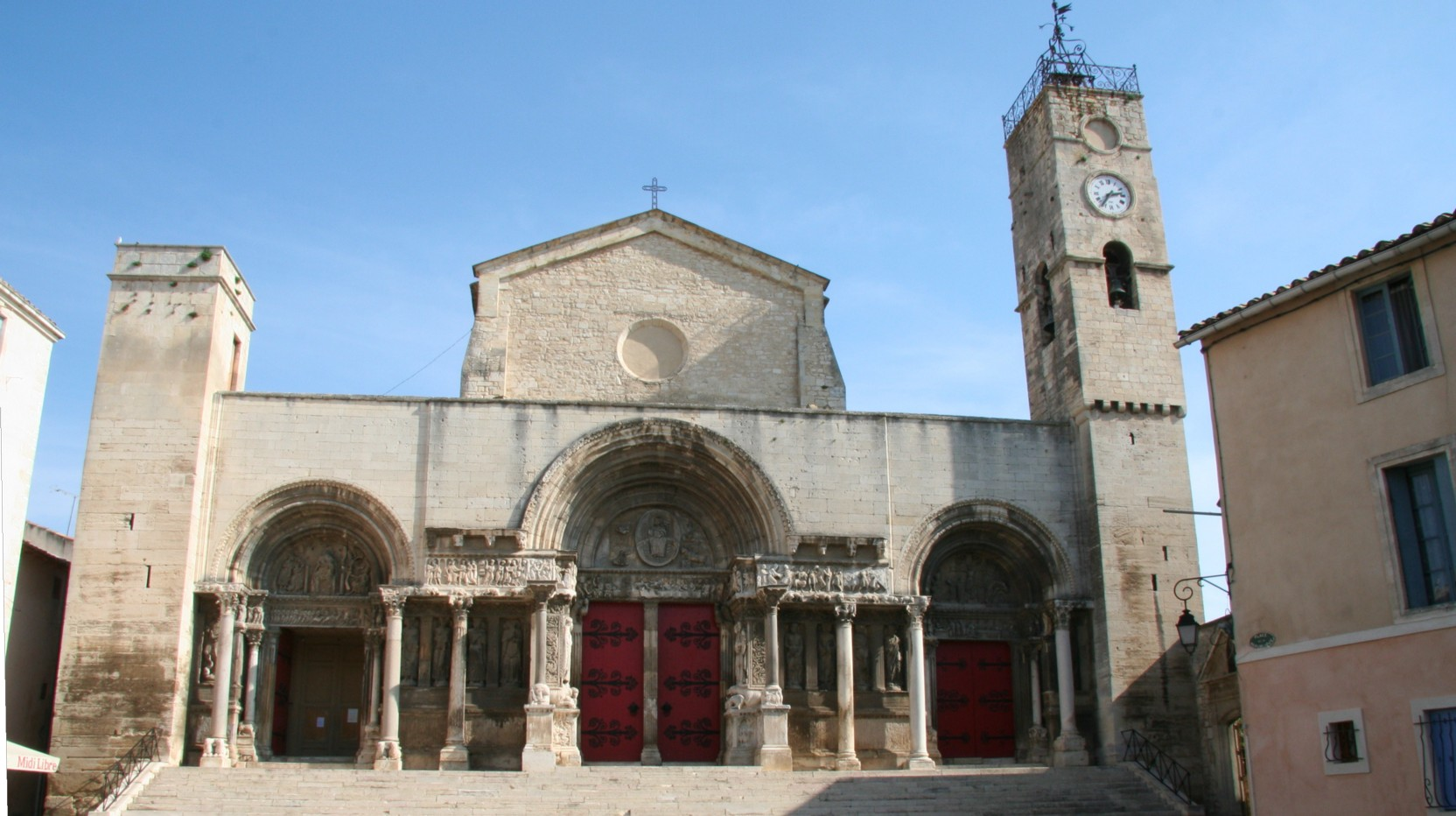
Abația Saint-Gilles (Sf. Egidiu)

Mănăstirea Saint-Gilles este un edificiu romanic din secolul al XII-lea, cu valoroase basoreliefuri. Sarcofagul sfântului Egidiu este marcat cu inscripția INH TML QI CB AEGD, descifrată ca IN HOC TUMULO QUIESCIT CORPUS BEATI AEGIDII, în traducere „în acest mormânt se odihnește corpul fericitului Egidius”.

## Evoluția populației
| An        | 1975  | 1982  | 1990   | 1999   | 2006   | 2009   |
| --------- | ----- | ----- | ------ | ------ | ------ | ------ |
| Populație | 8.679 | 9.887 | 11.304 | 11.626 | 13.234 | 13.735 |